# János Rózsás
János Rózsás, född 6 augusti 1926 i Budapest, död 2 november 2012 i Nagykanizsa, var en ungersk författare. Han har kallats "Ungerns Solzjenitsyn" efter att ha tillbringat åren 1944 till 1953 i fångenskap i Sovjetunionen och ha skrivit om Gulag.